# Közigazgatási palota (Taranto)
A közigazgatási palota Taranto megye tanácsának, valamint a megyei rendőrfőkapitányságnak székhelye. 1934-ben épült a lebontott Alhambra-színház helyén. Az épületet Benito Mussolini avatta fel. Az épület Armando Brasini építész tervei alapján épült fel.
Az épület 52 m magas, a tetején lévő két bronzantennával együtt teljes magassága 85 m. A 4500 m² alapterületű épület, melyet a jellegzetes pugliai barna mészkőből (helyi megnevezése carparo) építettek egy tengeri erődítményhez hasonlítható leginkább. Homlokzatát egy loggia díszíti, a két oldalsó bejáratot pedig római szobrok másolatai. Az épület tornyaiban harangok találhatók. A főbejárat két oldalát díszítő 20 m magas fasceszeket (a fasizmus szimbólumai) Mussolini bukása után eltávolították.